# 岩手県道14号一関北上線
岩手県道14号一関北上線（いわてけんどう14ごう いちのせききたかみせん）は、岩手県一関市から北上市に至る県道（主要地方道）である。

## 概要

### 路線データ
- 実延長：46,765.3 m[1]
- 起点：一関市[1]（大槻交差点、国道4号・国道342号交点）
- 終点：北上市[1]（国道107号交点）

## 歴史
- 1959年（昭和34年）3月31日 - 一関大東線、江刺黒石一関線及び北上江刺線としてそれぞれ県道に認定される[2]。
- 1976年（昭和51年）4月1日 - 一関大東線の一部、江刺黒石一関線の一部、水沢人首住田線の一部及び北上江刺線が、一関北上線として建設省（現・国土交通省）から主要地方道の指定を受ける[3]。
- 1976年（昭和51年）10月1日 - 一関北上線として県道に認定される[1]。
- 1993年（平成5年）5月11日 - 建設省により改めて主要地方道の指定を受ける[4]。
- 2004年（平成16年）8月9日 - 生母工区（奥州市前沢）が開通[5]。
- 2009年（平成21年）
  - 4月8日 - 稲瀬工区（奥州市）が開通[5]。
  - 11月30日 - 下門岡工区（北上市）が開通[5]。
- 2010年（平成22年）10月30日 - 柵の瀬工区（一関市）が開通[5]。
- 2018年（平成30年）
  - 3月20日 - 荒谷工区（奥州市前沢）が開通[6][7]。
  - 11月11日 - 新「柵の瀬橋」が開通[8]。

## 路線状況

### 重複区間
- 岩手県道260号一関平泉線：一関市中央町二丁目 - 一関市山目町一丁目
- 岩手県道237号長坂束稲前沢線：西磐井郡平泉町長島字月舘 - 奥州市前沢生母字長根 - 奥州市前沢生母字荒谷
- 岩手県道106号前沢東山線：奥州市前沢生母字前川原 - 奥州市前沢生母字町
- 国道343号（岩手県道197号田原折居線）：奥州市水沢黒石町字鶴城地内
- 国道456号：奥州市江刺杉ノ町 - 奥州市江刺稲瀬字宝禄
  - 岩手県道8号水沢米里線：奥州市江刺杉ノ町 - 奥州市江刺大通り

## 地理

### 通過する自治体
- 一関市 - 西磐井郡平泉町 - 奥州市 - 北上市

### 交差する道路
- 国道4号・国道342号（一関市山目字大槻・大槻交差点、起点）
- 岩手県道19号一関大東線・岩手県道260号一関平泉線（一関市中央町二丁目・竹山交差点）【北緯38度56分10.6秒 東経141度7分45.6秒 / 北緯38.936278度 東経141.129333度】
- 岩手県道134号山目停車場線（=重複岩手県道260号一関平泉線）（一関市山目町一丁目）【北緯38度56分42.9秒 東経141度7分47.0秒 / 北緯38.945250度 東経141.129722度】
- 岩手県道261号中里堀切線（一関市舞川字堀切）【北緯38度57分53.1秒 東経141度10分20.3秒 / 北緯38.964750度 東経141.172306度】
- 岩手県道168号薄衣舞川線（一関市舞川字堀切）【北緯38度57分56.8秒 東経141度10分15.2秒 / 北緯38.965778度 東経141.170889度】
- 岩手県道206号相川平泉線（西磐井郡平泉町長島字砂子沢）【北緯38度59分42.7秒 東経141度8分35.6秒 / 北緯38.995194度 東経141.143222度】
- 岩手県道237号長坂束稲前沢線（西磐井郡平泉町長島字月舘）【北緯39度1分6.3秒 東経141度8分18.7秒 / 北緯39.018417度 東経141.138528度】
- 岩手県道237号長坂束稲前沢線（奥州市前沢生母字長根）【北緯39度2分6.3秒 東経141度9分8.7秒 / 北緯39.035083度 東経141.152417度】
- 岩手県道237号長坂束稲前沢線（奥州市前沢生母字荒谷）【北緯39度2分16.4秒 東経141度9分11.7秒 / 北緯39.037889度 東経141.153250度】
- 岩手県道106号前沢東山線（奥州市前沢生母字前川原）【北緯39度3分20.8秒 東経141度10分22.3秒 / 北緯39.055778度 東経141.172861度】
- 岩手県道106号前沢東山線（奥州市前沢生母字町）【北緯39度3分28.3秒 東経141度10分27.4秒 / 北緯39.057861度 東経141.174278度】
- 国道343号（奥州市水沢黒石町字鶴城）【北緯39度5分18.4秒 東経141度11分30.7秒 / 北緯39.088444度 東経141.191861度】
  - 岩手県道197号田原折居線（奥州市水沢黒石町字鶴城）
- 国道343号・岩手県道197号田原折居線（奥州市水沢黒石町字鶴城）【北緯39度5分36.9秒 東経141度11分24.8秒 / 北緯39.093583度 東経141.190222度】
- 国道397号（奥州市水沢羽田町駅南一丁目）【北緯39度8分36.6秒 東経141度11分2.8秒 / 北緯39.143500度 東経141.184111度】
- 岩手県道251号玉里水沢線（奥州市江刺愛宕字金谷）【北緯39度9分31.2秒 東経141度10分49.0秒 / 北緯39.158667度 東経141.180278度】
- 国道456号・岩手県道8号水沢米里線（奥州市江刺杉ノ町・杉の町交差点）【北緯39度11分8.8秒 東経141度10分33.0秒 / 北緯39.185778度 東経141.175833度】
  - 岩手県道8号水沢米里線（奥州市江刺南大通り・大通り交差点）
  - 岩手県道108号江刺金ケ崎線（胆沢郡金ケ崎町西根字古寺）
- 国道456号（奥州市江刺稲瀬字宝禄）【北緯39度12分22.6秒 東経141度9分29.3秒 / 北緯39.206278度 東経141.158139度】
- 岩手県道255号広瀬三ケ尻線（奥州市江刺稲瀬字山下）【北緯39度13分57.8秒 東経141度7分27.6秒 / 北緯39.232722度 東経141.124333度】
- 岩手県道28号花巻北上線（北上市立花3地割）
- 国道107号（北上市立花24地割、終点）

### 沿線の施設など
- 一関市立磐井中学校
- 一関保健所
- 岩手銀行山目町支店
- 一関市職業訓練センター
- いわて平泉農業協同組合 舞川支店
- 北上川遊水池展望台
- 長島郵便局
- 江刺中央体育館
- サトウハチロー記念館叱られ坊主
- 北上市立公園展勝地
- 北上市立東陵中学校
- 花巻農業協同組合さくら支店